# Anandrodasys agadasys
Anandrodasys agadasys is een buikharige uit de familie Redudasyidae. Het dier komt uit het geslacht Anandrodasys. Anandrodasys agadasys werd in 2003 voor het eerst wetenschappelijk beschreven door Hochberg. 